# Alfred Jean Halou

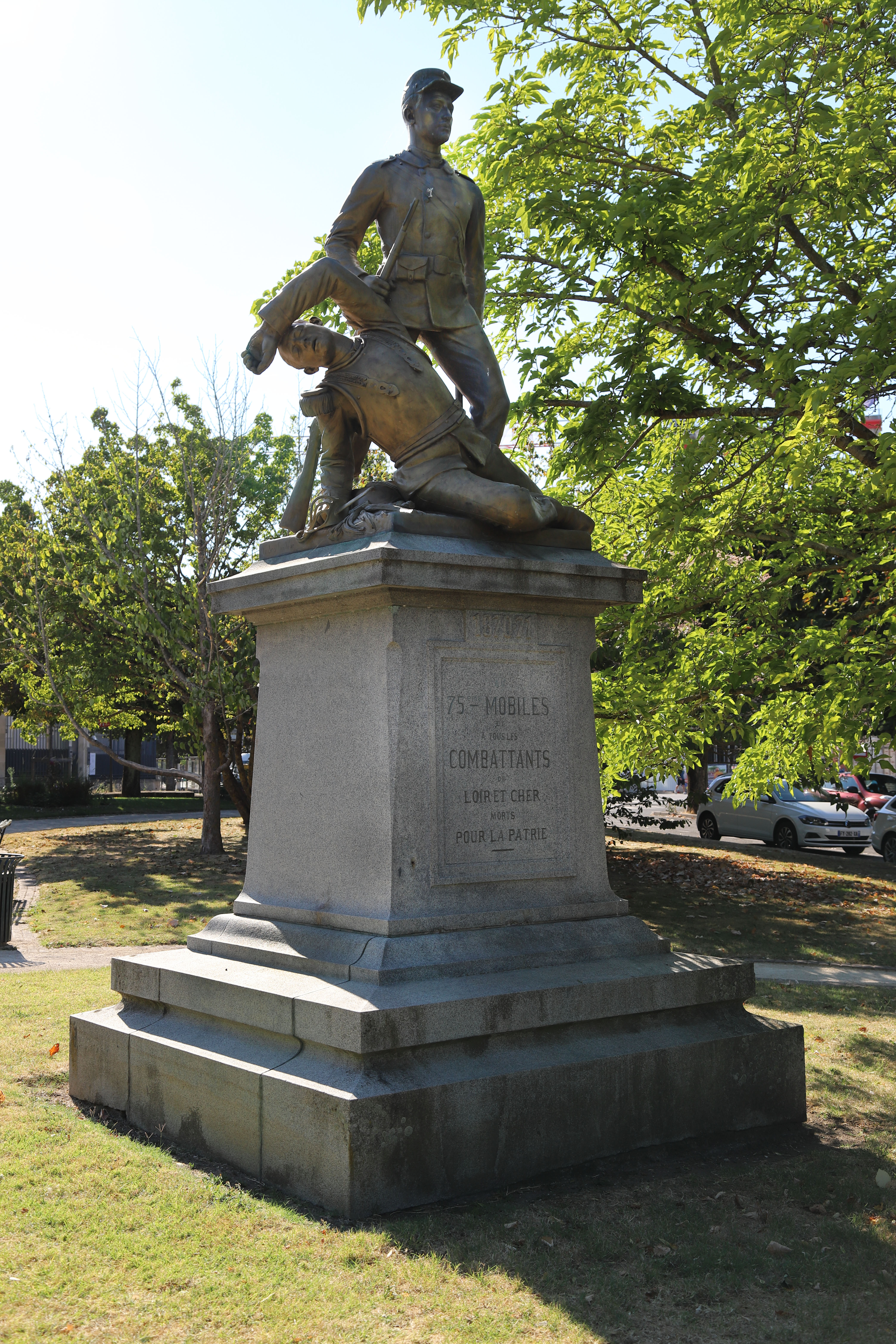
monument aux morts de la guerre 1870/1871 d'Alfred Halou à Blois / France. Se trouve dans le parc de l'avenue Gambetta. vers 1909

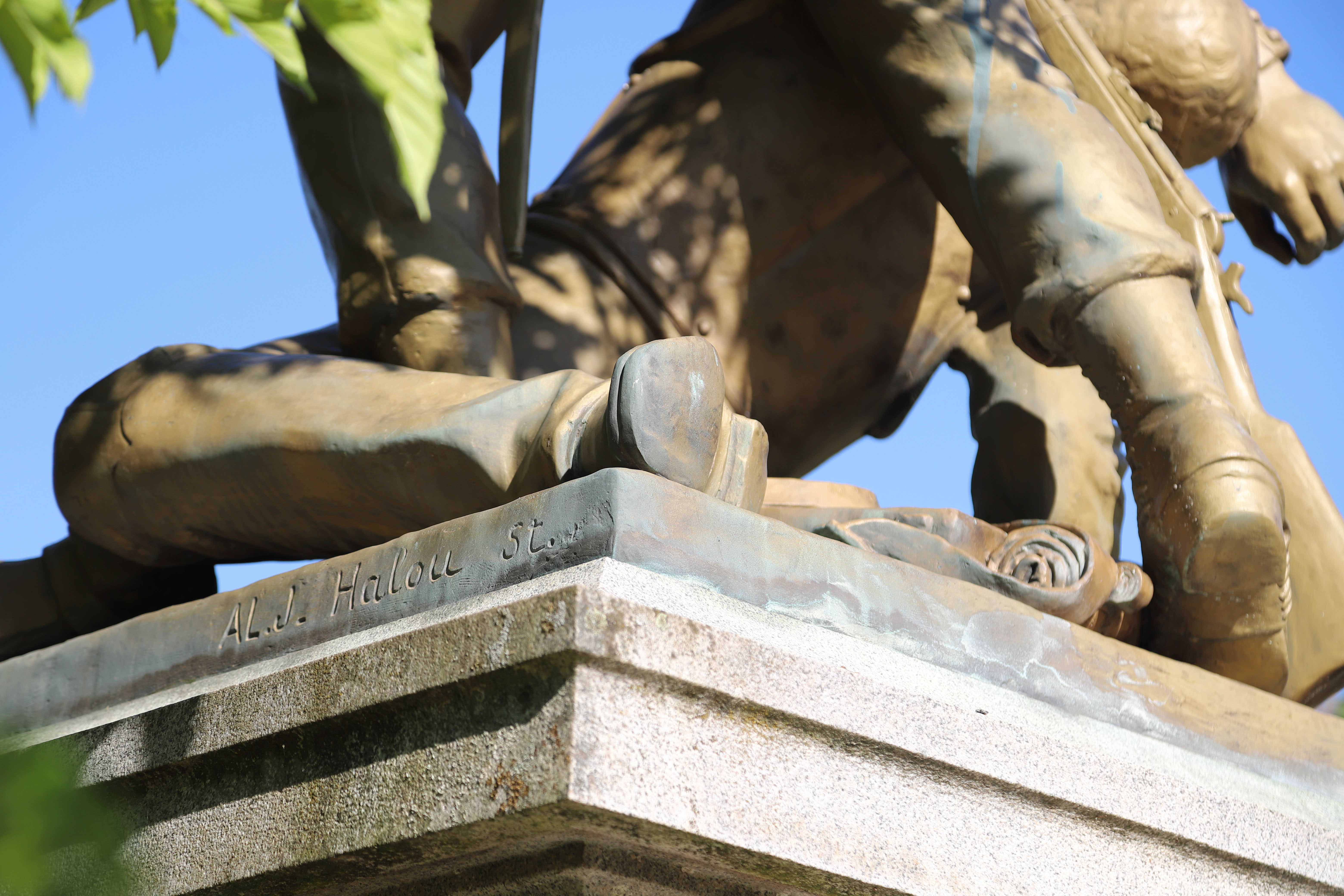
Signature: Monument de guerre pour les morts de la guerre 1870/1871 d'Alfred Halou à Blois / France.

Alfred Jean Halou est un sculpteur français né Jean Ludovic Alfred Halou le 20 juin 1875 à Blois et mort à Paris 17e le 29 juillet 1940.

## Biographie
Alfred Jean Halou est le fils d'un sculpteur, Alfred Jean-Baptiste Halou (1829-1891) qui fut proche de Jules-Aimé Dalou et Auguste Rodin.
Halou fils suit les cours dans la classe d'Alexandre Falguière à l'école des Beaux Arts, il est aussi élève de Rodin. Il fait alors partie de « la bande à Schnegg » dont Lucien, le frère de Gaston Schnegg, est l'élément moteur, et dont les membres les plus importants sont  : Antoine Bourdelle, Charles Despiau, Robert Wlérick, Léon-Ernest Drivier, François Pompon, Louis Dejean, Alfred Jean Halou, Charles Malfray, Auguste de Niederhausern, Élisée Cavaillon, Henry Arnold, Jane Poupelet et Yvonne Serruys. Après la mort de Lucien en 1909, la bande continue de se réunir autour de Gaston.
Alfred Jean Halou participe à de nombreux salons et reçoit des commandes d'œuvres monumentales à Blois ou encore à Oucques. Il crée en outre de nombreuses figures féminines de petite taille, entre le style de Maillol et celui de Rodin.

## Œuvres

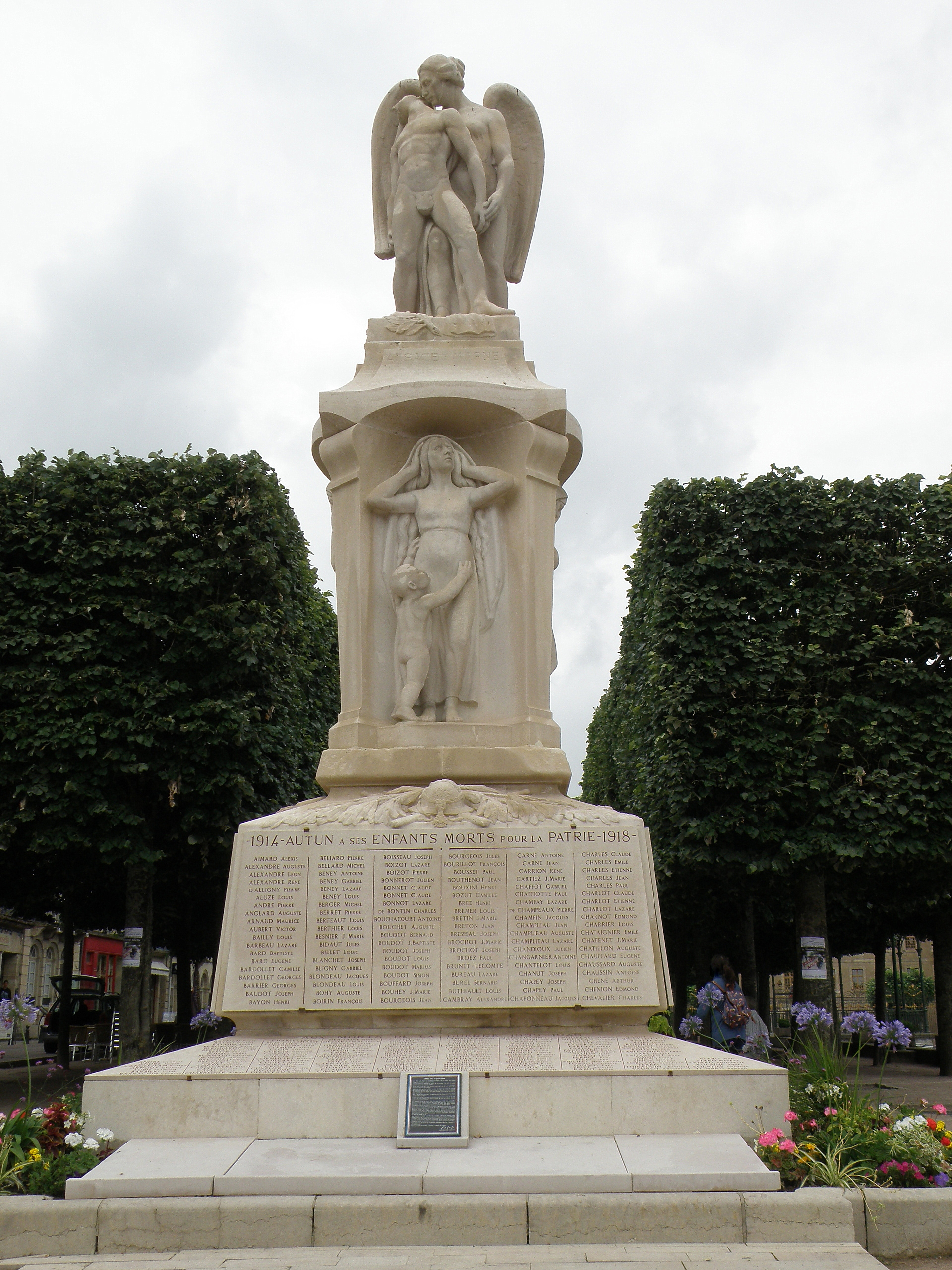
Le monument aux morts d'Autun, Saône-et-Loire, 1923 (inscrit MH en 2016).

Des œuvres de Halou sont notamment visibles à :
- Blois, Monument commémoratif de la Guerre de 1870 ;
- Blois, Monument Philibert Dessaigne[3] ;
- Oucques, Monument à l'adjudant Vincenot ;
- Ronde-bosse (statuette), une jeune femme agenouillée conservée à Saint-Maurice (Val-de-Marne)[4] ;
- Lyon, Musée des Beaux-Arts, Nymphe accroupie ;
- Paris, Musée National d'art moderne[5] ;
- Blois, Musée-chateau[6] ;
- Autun, monument aux morts, inauguré le 2 décembre 1923 sur la place du Champ-de-Mars et inscrit au titre des Monuments historiques en 2016[7].

Des œuvres de Halou sont aussi conservées dans les musées du Luxembourg, de Francfort, Berlin, Londres, Buenos Aires.